# 霍米亞基夫卡 (季斯梅尼齊亞區)
48°51′19″N 24°50′14″E / 48.85528°N 24.83722°E
霍米亞基夫卡（烏克蘭語：Хом'яківка），是烏克蘭西部的村莊，隸屬伊萬諾-弗蘭科夫斯克州的伊萬諾-弗蘭科夫斯克區。該村始建於1497年，面積12.5平方公里，2001年人口966，人口密度每平方公里77.5人。